# Universia
Universia est un réseau Internet réunissant des universités ibéro-américaines d'une vingtaine de pays.
Le réseau est basé sur des sites internet locaux et un site global qui fournissent informations et contenus à travers le réseau, représentant environ 800 établissements d'enseignement supérieur et une dizaine de millions d'étudiants,,.

## Histoire
Universia est fondé en 2000 à l'initiative du groupe Santander central hispano bank, d'une trentaine d'universités espagnoles, de la Conférence des recteurs des universités espagnoles (CRUE) et du Conseil supérieur de la recherche scientifique (CSIC) en Espagne,.
Universia est présenté à Madrid (Espagne) le 9 juillet 2000 comme un portail Internet centré sur le secteur de l'enseignement supérieur, délivrant des informations, du contenu ainsi que des services relatifs au monde universitaire. La branche portugaise a été créée un an plus tard, suivi par l’Uruguay au mois de novembre 2005. En 2005, Universia est présent dans onze pays, couvrant 80% de la communauté universitaire.
En 2005, la bibliothèque d'Universia permet de consulter gratuitement plus de 850 000 titres numérisés de la bibliothèque virtuelle Miguel de Cervantes.
En 2008, les branches de l’Andorre, du Panama, du Paraguay et de la République dominicaine se sont unies au site. Au total, une vingtaine de pays sont concernés, tels que Andorre, Argentine, Brésil, Chili, Colombie, Espagne, Mexique, Panama, Paraguay, Pérou, Portugal, Porto Rico, République dominicaine, Uruguay et le Venezuela.
Universia et son réseau incluent des ressources universitaires dans le but de favoriser l'échange de connaissance, des coopérations et des innovations, au motif d'aider au développement durable de la communauté universitaire. Outre du savoir académique, le réseau fournit aussi des informations sur les cours proposés par les universités, sur les bourses d'études, sur des offres de premiers emplois et sur les alternatives d'emploi, sur les taux d'employabilité selon les diplômes. Universia met aussi à disposition des espaces de débat concernant les tendances de l'enseignement supérieur, où peuvent notamment s'échanger les meilleures pratiques,.
En 2018 a lieu à Salamanque la quatrième rencontre international des recteurs des universités participant au réseau. 700 recteurs y participent. Les trois premières rencontres ont eu lieu à Séville en 2005, Guadalajara en 2010, et Sao Paulo en 2014.
Entre 2007 et 2020, Universia a injecté trois millions d'euros dans des bourses à destination des personnes en situation de handicap. 1 700 étudiants ont en profité.
En 2021, le recteur de l'université du Chili, Ennio Vivaldi, déclare qu'Universia s'est mobilisé sur des projets spécifiques, comme l'informatisation de universités. Ainsi, deux initiatives d'Universia, MetaRed TI et MetaRed X, promeuvent depuis quatre ans la transformation numérique des universités. Par ailleurs, le recteur Ennio Vivaldi estime importante la vision de Banco Santander, soutien d'Universia, qui juge que le monde des affaires et de l'industrie doit opérer en coordination avec le monde universitaire.

## Prix
En 2005, le bilan des récompenses de 25 prix, reçu en tant que meilleur portail éducatif, dont le prix IBEST au Brésil en 2003 puis en 2004, le prix national du journalisme au Vénézuela, le prix Yahoo Mexico et Yahoo Iberoamerica.